# Xandee
Sandy Boets (Tienen, 18 de diciembre de 1978), más conocida por su nombre artístico Xandee, es una cantante belga que representó a Bélgica en el Festival de la Canción de Eurovisión 2004.

## Biografía
Sandy Boets comenzó su carrera artística en 1994 al participar en Soundmixshow, un programa de la televisión neerlandesa para nuevos artistas. Al año siguiente formó la banda Touch of Joy junto con el músico Serge Quisquater, especializada en europop. Su mayor éxito en esa etapa fue el sencillo I Can't Let You Go (2000).
Después de publicar cuatro álbumes, Serge dejó Touch of Joy para formar su propio grupo, Sergio & The Ladies, que participó por Bélgica en el Festival de Eurovisión 2002 con el tema Sister.
En 2004, Xandee se proclamó vencedora de la preselección de la televisión flamenca (VRT) para representar a Bélgica en el Festival de Eurovisión 2004 con 1 Life, una canción de estilo europop que participaba directamente en la final. Aunque los belgas llegaron con el cartel de favoritos según la prensa, Xandee solo obtuvo 7 puntos (5 de Países Bajos) y quedó en 22ª posición de 24 participantes.
Después de Eurovisión, Xandee publicó el álbum 1 Life del que se extrajeron dos sencillos más: Ay que calor y The Power of Music. En 2006 publicó una versión del Conga de Miami Sound Machine que no tuvo el éxito esperado. Tras tener una hija, se retiró de la escena musical.
En 2011 regresó a la música con la banda de versiones Xansation, en la que también está Jurgen Dejaegher (exconcursante de Factor X).